# Amy Johnson
Amy Johnson (Kingston upon Hull, 1º luglio 1903 – estuario del Tamigi, 5 gennaio 1941) è stata un'aviatrice britannica. Laureatasi in economia, cominciò a volare nel 1928 per passatempo e nel maggio 1930, meno di un anno dopo aver conseguito il suo brevetto, partì per un volo transcontinentale che l'avrebbe resa la prima donna a volare dall'Inghilterra all'Australia e ne avrebbe fatto così una delle personalità più famose dell'era iniziale dell'aviazione.
Durante gli anni trenta continuò a volare, da sola o con il marito Jim Mollison, portando a termine numerose trasvolate da record; morì in circostanze non del tutto chiare durante la seconda guerra mondiale, mentre prestava servizio nell'Air Transport Auxiliary.

## Biografia
Amy Johnson nacque il 1º luglio 1903 a Kingston upon Hull, nell'East Riding of Yorkshire, ultima nata di Amy e John William Johnson, che avevano già avuto tre figlie prima di lei. Suo padre gestiva un'impresa legata alla pesca, e la famiglia, di religione metodista, era in condizioni economiche dignitose. Da bambina Amy aveva dimostrato un'indole decisa e competitiva, anche se un incidente che le era accaduto a 14 anni durante una partita di cricket, in cui aveva perso un incisivo, l'aveva resa più introversa e solitaria.

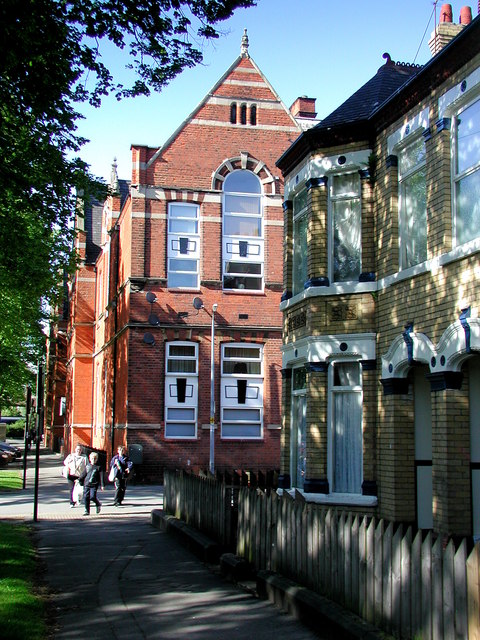
La Boulevard Municipal Secondary School, la scuola che Amy Johnson frequentò a Kingston upon Hull tra il 1915 e il 1922.

Dopo aver frequentato la Boulevard Municipal Secondary School di Hull, nel 1922 si iscrisse all'Università di Sheffield; tre anni più tardi ottenne una laurea (Bachelor of Arts) in economia e rientrò a Hull. Dopo aver lavorato nella città natale per qualche tempo, nel marzo 1927 si trasferì a Londra; qui, l'11 aprile, venne assunta dall'ufficio legale di William Charles Crocker; vi si trovò subito molto bene, venendo particolarmente apprezzata anche dai suoi datori di lavoro. Nella primavera del 1928 iniziò a interessarsi al volo, anche se i costi da affrontare per ottenere un brevetto privato presso una scuola di volo erano per lei proibitivi. Il 28 aprile scoprì però che associandosi all'aeroclub londinese (London Aeroplane Club) basato presso lo Stag Lane Aerodrome avrebbe potuto addestrarsi con spese assai più contenute; le fu tuttavia impossibile aggirare una lista d'attesa di cinque mesi, cosicché ella compì il suo primo volo, a bordo di un biplano biposto a doppi comandi de Havilland Cirrus II Moth, solo il 15 settembre. Amava molto volare e inoltre le piaceva l'ambiente che aveva incontrato a Stag Lane. Il suo addestramento fu piuttosto travagliato e lungo ma, il 9 giugno 1929, compì il suo primo volo in solitaria e, il 6 luglio, ottenne il brevetto di volo (categoria "A", n. 1979). Nello stesso anno (il 10 dicembre) divenne la prima donna britannica a ottenere un brevetto da ingegnere di terra di categoria "C" (aveva infatti appreso molte nozioni di meccanica a proposito del funzionamento dei velivoli grazie all'aiuto di Jack Humphreys, il capo degli ingegneri di terra del campo di volo di Stag Lane).
Presto tuttavia, dal momento che l'attività di volo portava via molto tempo e la sua produttività al lavoro ne aveva significativamente sofferto, ricevette l'ordine di smettere di volare o di licenziarsi dal suo studio legale. Johnson poté scegliere di smettere di lavorare, e dare seguito così alla sua intenzione di diventare pilota di professione, grazie all'intervento del padre e del petroliere e mecenate dell'aviazione Charles Wakefield (della Wakefield's Oil) che le offrirono l'aiuto economico necessario ad acquistare un aeroplano.

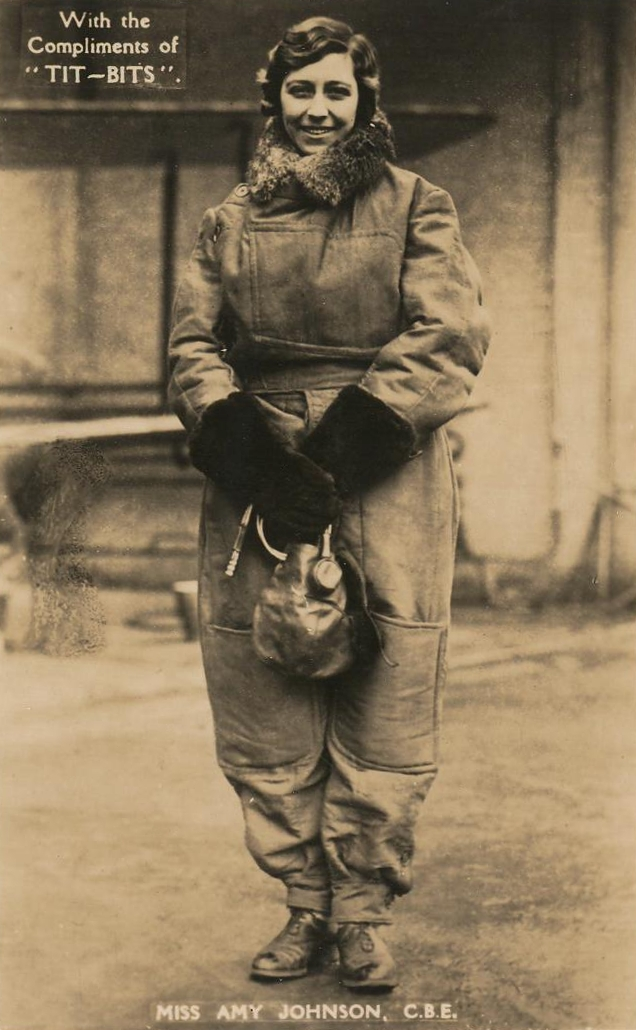
Amy Johnson fotografata, in tenuta di volo, nel 1930-1931.

### Primo volo in solitaria
Allo scopo di fare pubblicità a sé stessa e all'aviazione, verso la fine del 1929 iniziò a prendere in considerazione l'idea di partire per un volo transcontinentale in solitaria verso l'Australia; intendeva tentare di battere il record per il tempo di percorrenza stabilito da Bert Hinkler nel 1928 (15 giorni e mezzo) ma, anche se non ci fosse riuscita, arrivando a destinazione sarebbe diventata ugualmente la prima donna a compiere la trasvolata. Dopo aver ottenuto una licenza di navigazione e aver perfezionato le sue conoscenze ingegneristiche, Johnson si mise alla ricerca di un aereo. Acquistò infine, per 600 sterline, un de Havilland DH.60 Moth di seconda mano, vecchio di due anni ma in buone condizioni e inoltre dotato di serbatoi ausiliari adatti per facilitare i voli a lungo raggio. L'aereo, dipinto in verde e argento e identificato dal numero di matricola G-AAAH, venne battezzato Jason dal nome dell'azienda del padre di Amy. Il costo del velivolo venne pagato in parte da John William Johnson e in parte da Wakefield. Quest'ultimo, intervenuto su sollecitazione di Sefton Brancker (il responsabile dell'aviazione civile presso l'Air Ministry britannico), accettò anche di fornire a Johnson i necessari rifornimenti di carburante lungo il percorso, facendo inoltre in modo che essi venissero portati in anticipo presso i campi di volo dove erano previste tappe così da risparmiare tempo.

Le tappe della trasvolata Inghilterra-Australia (cliccare per ingrandire).

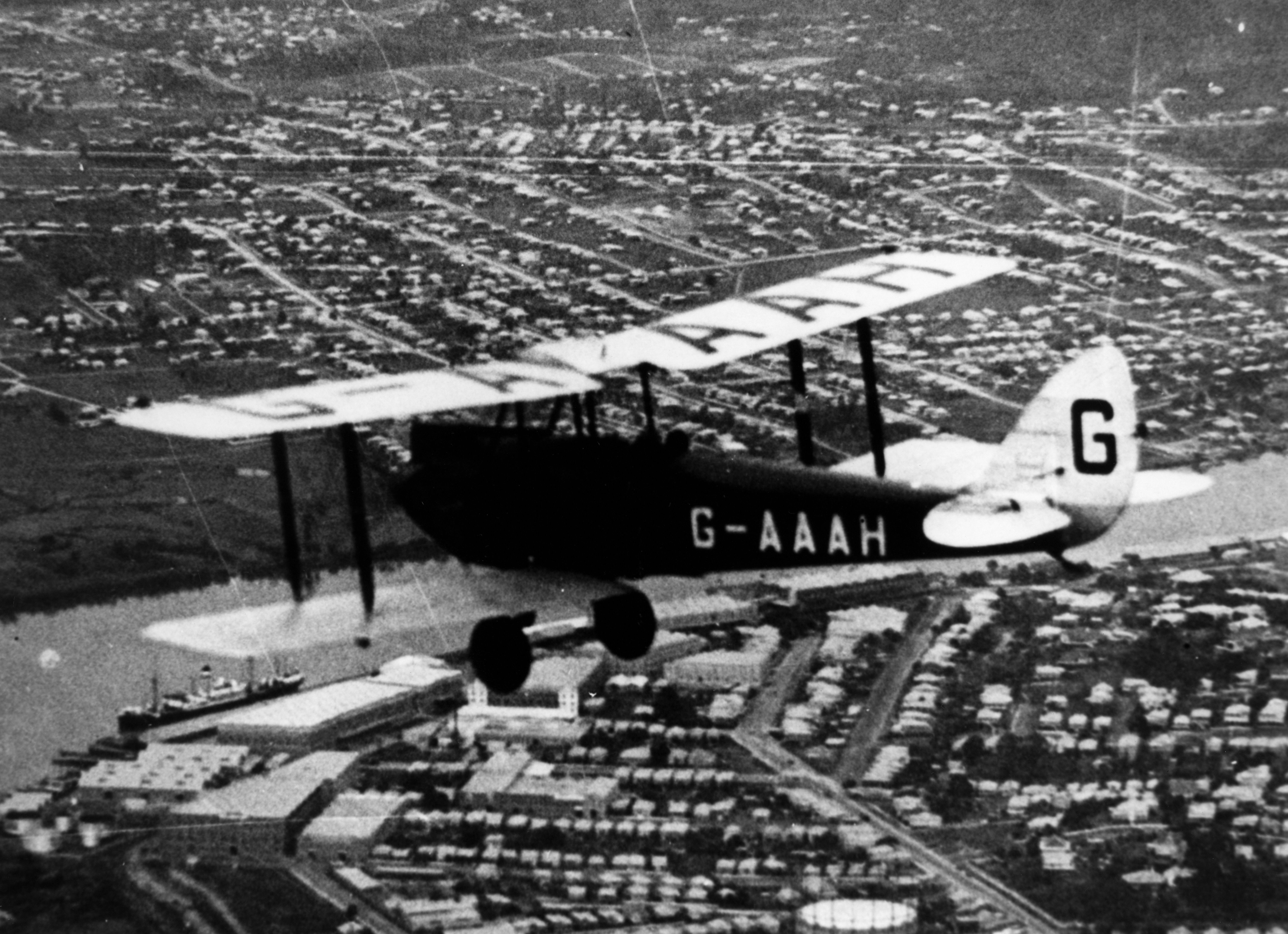
Il de Havilland DH.60 Moth (G-AAAH) di Johnson in volo.

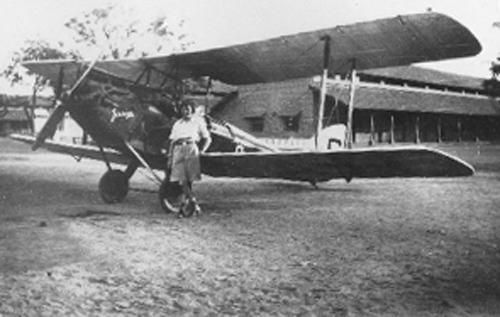
Amy Johnson davanti al suo aereo durante una delle tappe indiane del suo viaggio.

Johnson partì dall'aeroporto di Croydon, a Londra, alle 7:45 del mattino del 5 maggio 1930. Erano previste 12 tappe, e il percorso avrebbe dovuto portarla a sorvolare i Balcani anziché il Mediterraneo per abbreviare il tragitto rispetto a quello che aveva seguito Hinkler. Il sorvolo dell'area della Turchia, però, comportò alcune difficoltà diplomatiche: atterrata a Istanbul dopo che la prima tappa, Vienna, era stata archiviata senza intoppi, Johnson fu poi costretta ad aggiungere una tappa imprevista ad Aleppo prima di dirigersi a Baghdad.
Nonostante una furiosa tempesta di sabbia che la costrinse a un atterraggio di fortuna poco prima di raggiungere Baghdad e alcuni danni all'aereo, che vennero riparati dai meccanici della Royal Air Force di stanza nell'area, Johnson riuscì ad arrivare a Bandar Abbas e poi a Karachi. Anche atterrando a Bandar Abbas il Moth aveva subito dei danni, che però vennero riparati dal meccanico del console britannico. Sulla distanza Londra-Karachi Johnson aveva battuto il precedente record di tempo di percorrenza, detenuto da Hinkler, di due giorni.
La tappa successiva avrebbe dovuto portarla a Allahabad, ma Johnson si perse e dovette atterrare (anche questa volta, danneggiando l'aereo) a Jhansi. Il giorno successivo (12 maggio) Johnson fece una sosta a Allahabad per il rifornimento e ripartì immediatamente per Calcutta; il 13 maggio, diretta a Yangon, perse ancora la rotta e atterrò a Insein dopo essere incappata in una tempesta monsonica; questa volta l'atterraggio causò al Moth danni gravi, e ci vollero due giorni perché l'aereo venisse rimesso in condizioni di volo.
Le tappe successive – Bangkok, Songkhla, Singapore – furono funestate da ulteriori difficoltà di navigazione dovute al cattivo tempo, e videro man mano sfumare la possibilità che Johnson battesse il record di Hinkler. Ciononostante la stampa britannica si era gradualmente appassionata all'impresa della giovane aviatrice, tanto che il padre di Amy poté assicurare al quotidiano Daily Mail l'esclusiva sulla storia in cambio della notevole cifra di 2 000 sterline.
Altre due faticose tappe condussero Johnson a Tjomal e quindi a Surabaya, sull'isola di Giava; l'aviatrice cominciava a essere provata, il motore dell'aereo a tratti dava noie e la vegetazione tropicale contribuì, durante un atterraggio, a danneggiare ancora l'intelaggio delle ali del Moth – che venne riparato usando dei cerotti. L'ultima sosta prima della tappa finale venne effettuata ad Atambua, sull'isola di Timor, il 23 maggio.
Amy Johnson affrontò l'ultimo tratto della trasvolata il giorno successivo, atterrando a Darwin, in Australia, nel pomeriggio del 24 maggio. Aveva compiuto i 13 840 chilometri che separano l'Inghilterra dall'Australia in 19 giorni e mezzo; non aveva battuto il record di Hinkler, ma era diventata la prima donna a compiere quel percorso: venne accolta con grande calore ed entusiasmo al suo arrivo, e tra coloro che le porsero le congratulazioni vanno ricordati il re d'Inghilterra Giorgio V e la regina Mary, oltre al primo ministro britannico Ramsay MacDonald, ai reali del Belgio, a Charles Lindbergh, a Louis Blériot e a Francis Chichester.

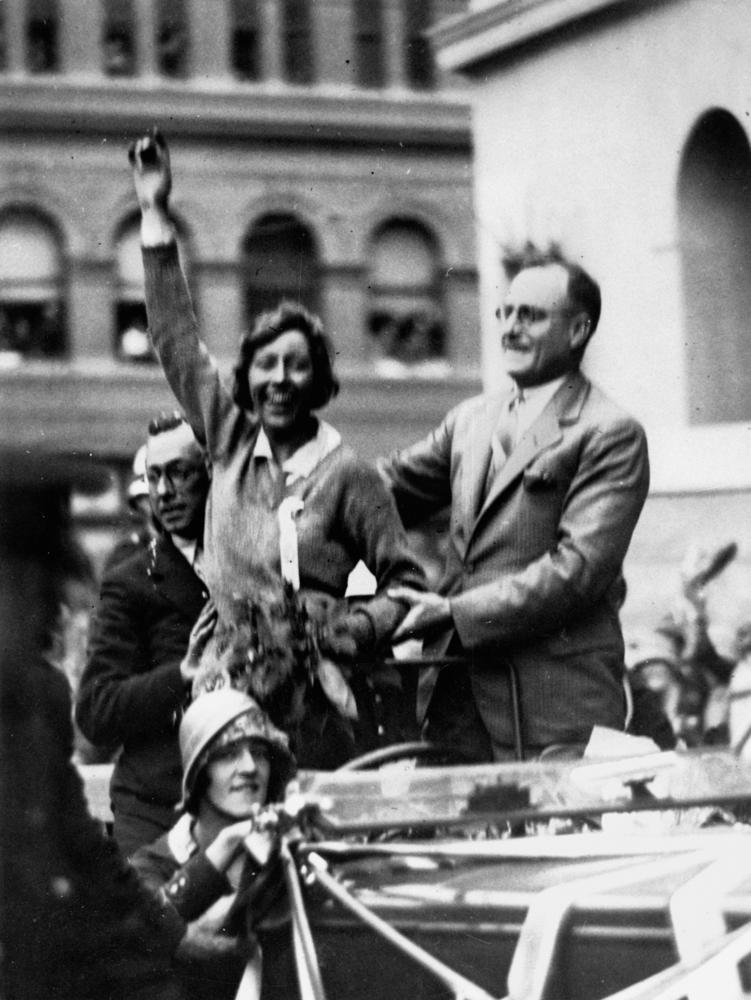
Amy Johnson è accolta da una folla festosa al suo arrivo al municipio di Brisbane, Australia, il 29 maggio 1930.

Nel corso del mese e mezzo successivo, Johnson girò per l'Australia partecipando a parate, eventi pubblicitari e ricevimenti – inizialmente volando da una località all'altra a bordo del suo Jason, ma poi, in seguito a un ultimo incidente (che lasciò l'aviatrice illesa, ma in cui l'aereo rimase gravemente danneggiato), volando come passeggero. Fu nel corso di questo tour che incontrò per la prima volta il pilota scozzese Jim Mollison, che avrebbe incontrato di nuovo nel marzo 1932 e sposato nel luglio dello stesso anno.
Johnson tornò in nave fino in Egitto a estate inoltrata, per poi giungere a Londra (sullo stesso aeroporto di Croydon da cui era partita) a bordo di un volo della Imperial Airways il 4 agosto; una folla di circa un milione di persone salutò il suo transito dal campo di volo al centro della città. Il 3 giugno ricevette l'ordine dell'Impero Britannico, e in seguito il Daily Mail le offrì 10 000 sterline per una serie di voli pubblicitari nel Regno Unito (che non si concretizzarono a causa del logoramento fisico dell'aviatrice, che poté nondimeno tenere il denaro).

### Altri voli negli anni trenta
Nonostante il volo Inghilterra-Australia sia considerato «il momento più alto della carriera di Amy», ella compì molte altre rilevanti imprese aviatorie nel periodo che precedette lo scoppio della seconda guerra mondiale; i voli da record successivi a quello del 1930 ebbero minore risonanza mediatica, ma questo fu dovuto soprattutto al fatto che, nel rapido progresso che caratterizzò la cosiddetta "età d'oro dell'aviazione", il pubblico si abituò in fretta alle sempre più frequenti trasvolate a lungo raggio.
Durante il volo che la portò in Giappone, compiuto nel luglio del 1931 a bordo del de Havilland DH.80 Puss Moth Jason II, Johnson batté una serie di record: coprendo la prima tappa, da Londra a Mosca, in circa 21 ore, divenne la prima persona a unire la capitale inglese a quella russa in meno di un giorno; il volo nel suo complesso, da Londra a Tokyo, fu a sua volta portato a termine in un tempo da record (tempo che fu ulteriormente migliorato durante il ritorno). Nel corso di un volo in solitaria dall'Inghilterra al Sudafrica l'aviatrice stabilì un altro primato per il tempo di percorrenza, battendo un record che apparteneva a Jim Mollison; di nuovo, poi, il tempo del viaggio di ritorno fu ancora migliore di quello del viaggio di andata.

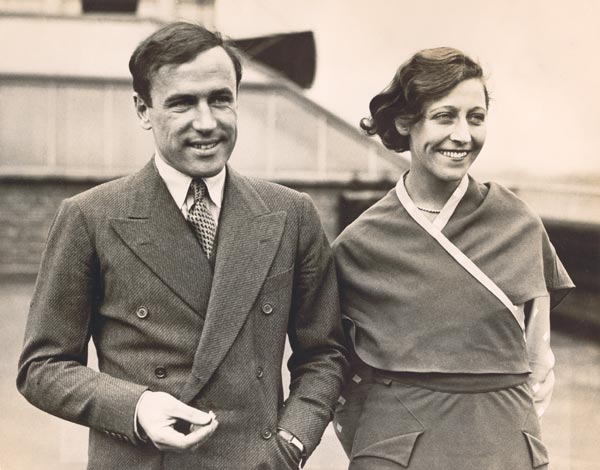
Jim Mollison e Amy Johnson nel 1937.

Nel 1933 Johnson e Mollison intrapresero insieme una trasvolata atlantica da Londra a New York, giungendo ad appena 80 chilometri dall'arrivo prima di esaurire il carburante ed essere costretti a tentare un atterraggio di fortuna in cui l'aereo (un de Havilland DH.84 Dragon) si ribaltò ferendo gli occupanti, che però si ripresero in fretta. Sempre con Mollison, Johnson partecipò nel 1934 alla MacRobertson Air Race, una gara da Londra a Melbourne; i due, che volavano su un de Havilland DH.88 Comet, giunsero a Karachi in tempo da record ma dovettero poi ritirarsi.
Nel 1936 Johnson compì la sua ultima trasvolata a lungo raggio, volando in solitaria da Londra a Città del Capo e ritorno, a bordo di un Percival Gull Six, in un tempo con cui stabilì un nuovo record.
Johnson continuò a essere oggetto di ammirazione e a ricevere doni e segni di apprezzamento dal pubblico: in particolare le furono donati due aeroplani (uno dalla de Havilland e uno da una sottoscrizione pubblica) e le vennero assegnati numerosi riconoscimenti, tra cui la medaglia d'oro al valore dell'Egitto e il premio femminile dell'International League of Aviators (1930), la medaglia d'oro presidenziale della Society of Engineers (1931), il premio Segrave e la medaglia d'oro d'onore della League of Youth (1933), la medaglia d'oro del Royal Aero Club (1936).
Il rapporto tra Johnson e Mollison, che era «un donnaiolo e un gran bevitore», si deteriorò in fretta e i due divorziarono nel 1938. Johnson cercò di essere assunta come pilota collaudatore e tentò di ottenere un ruolo all'interno della Civil Air Guard, ma senza successo; fortemente impressionata dalla scomparsa dell'aviatrice statunitense Amelia Earhart, dispersa nei cieli dell'oceano Pacifico nel 1937, scelse di dedicarsi al volo a vela e, anche a causa delle sue decrescenti disponibilità economiche, si ritirò a vita privata.

### Servizio durante la seconda guerra mondiale e morte
Con lo scoppio della seconda guerra mondiale, tuttavia, Johnson tornò a volare su aerei a motore: si arruolò nell'Air Transport Auxiliary, un'organizzazione civile che contribuiva allo sforzo bellico con i voli di trasferimento tra le industrie, le strutture di manutenzione e il fronte, e cominciò a portare in volo i nuovi aerei che uscivano dalle fabbriche alle basi militari. Fu durante uno di questi voli di trasferimento, il 5 gennaio 1941, che la famosa aviatrice perse la vita in circostanze non del tutto chiare. Il tempo meteorologico era nevoso e nebbioso e si ritiene che Johnson, diretta da Blackpool alla base aerea di Kidlington a bordo di un addestratore Airspeed Oxford, abbia esaurito il carburante dopo che ebbe perso la rotta o dopo che uno strato di ghiaccio formatosi sul parabrezza le ebbe tolto ogni visibilità. Verso le 15:45, quattro ore dopo la sua partenza per un volo che, normalmente, avrebbe dovuto durare un'ora e mezza, il suo aereo venne avvistato sulla verticale dell'estuario del Tamigi, ampiamente fuori rotta. Johnson si lanciò con il paracadute finendo in acqua vicino a un convoglio navale: i marinai le gettarono delle cime, che però ella non riuscì ad agguantare, e il comandante della nave HMS Haslemere, il capitano di corvetta Walter Fletcher, addirittura si tuffò per cercare di recuperarla; non fu tuttavia in grado di raggiungerla, e poco dopo essere stato tratto di nuovo a bordo morì a causa dell'immersione nelle acque gelide.  Walter Fletcher fu insignito di una medaglia al valore postuma – la Albert Medal for Lifesaving – nel maggio 1941.

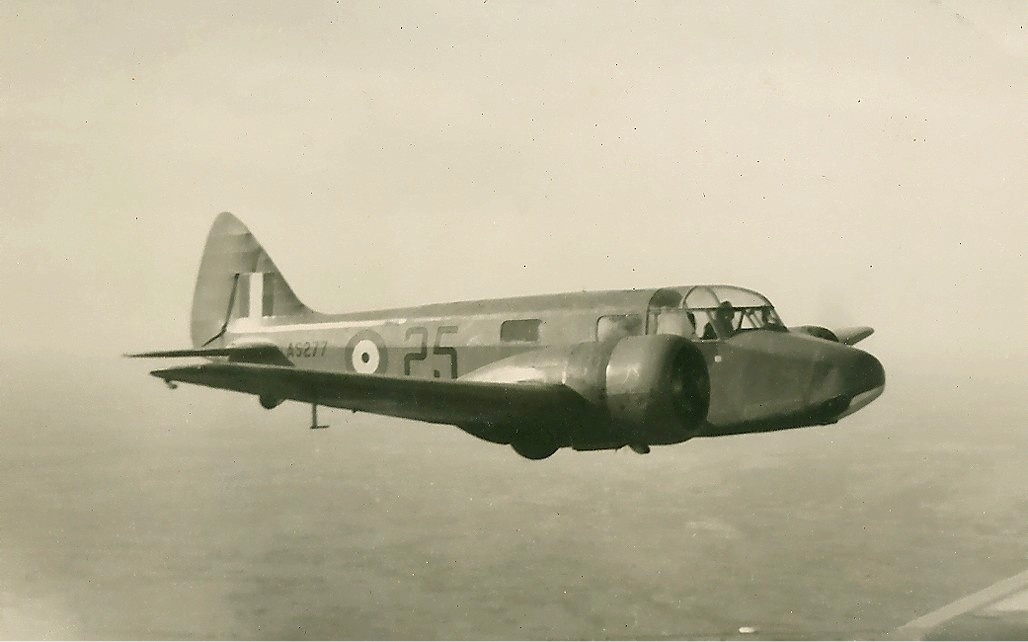
Un Airspeed Oxford, l'aereo che Johnson pilotò per il suo ultimo volo.

Il corpo di Amy Johnson, che fu il primo membro dell'Air Transport Auxiliary a perdere la vita, non fu mai ritrovato. Sulla sua morte sono state formulate diverse teorie, come quella per cui sarebbe stata abbattuta durante un volo che era in realtà una missione di spionaggio, o quella per cui tutti i fatti di quel 5 gennaio sarebbero solo una messa in scena architettata dalla stessa Johnson. In effetti, la vera ragione del volo è tenuta segreta dal governo britannico e alcune prove suggeriscono che oltre a Johnson ci fosse un'altra persona a bordo dell'aereo, che forse l'aviatrice era incaricata di portare in qualche luogo. È però considerato plausibile anche che Johnson, effettivamente caduta in acqua con il paracadute, sia stata investita dalla Haslemere e quindi annegata, oppure che sia stata risucchiata e fatta a pezzi dall'elica della nave, che avrebbe fatto marcia indietro per recuperarla dopo che l'aviatrice non era riuscita ad afferrare le funi che le erano state gettate. Nel 1999 un ex pilota della Royal Air Force, Tom Mitchell, sostenne di aver abbattuto l'aereo di Johnson scambiandolo per un velivolo nemico dopo che, per due volte, ella trasmise il "colore del giorno" (un codice identificativo noto a tutti i piloti della RAF) errato.
Una cerimonia funebre solenne in onore di Amy Johnson si tenne nella chiesa di Saint Martin-in-the-Fields a Londra il 14 gennaio 1941.

## Riconoscimenti

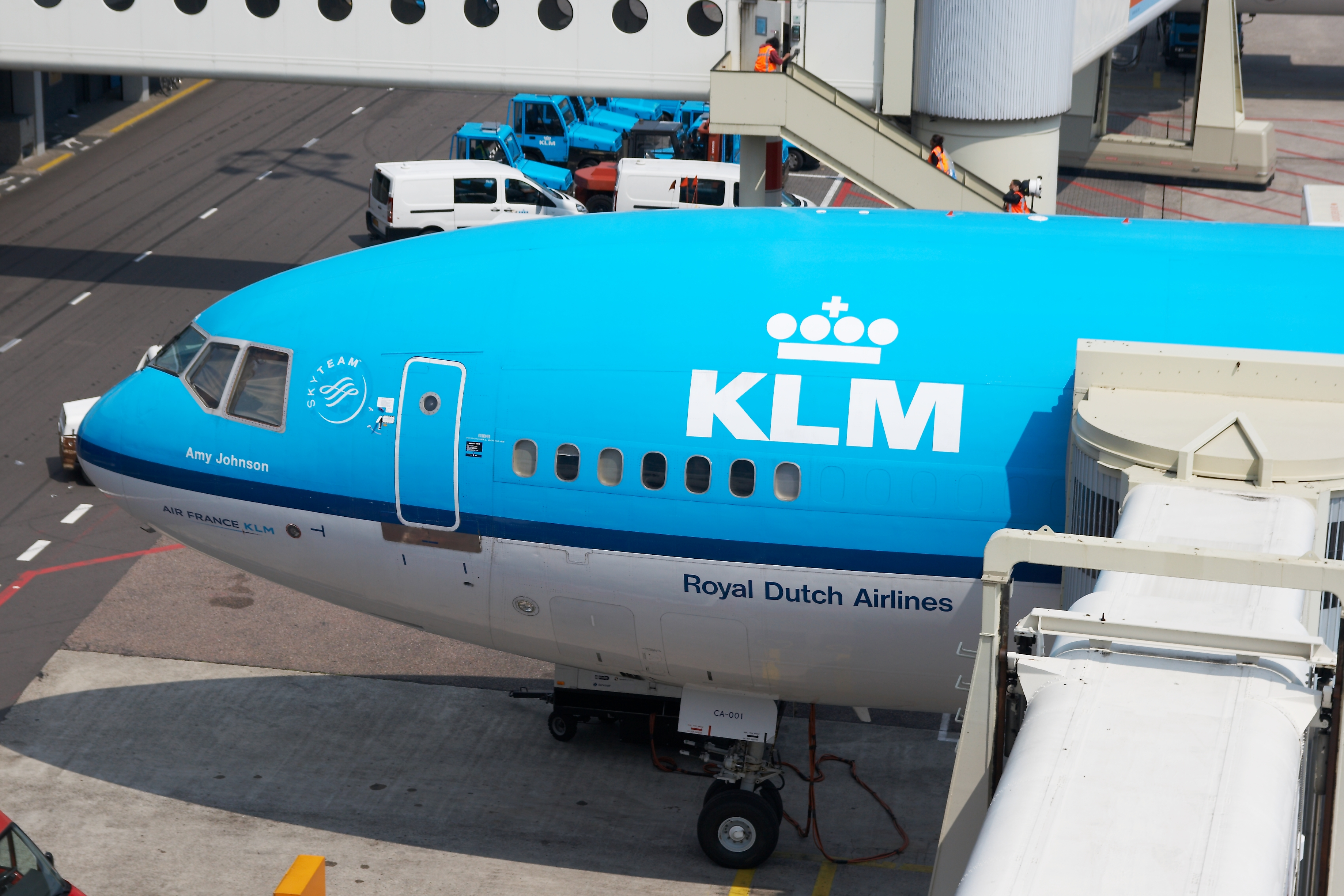
Il McDonnell Douglas MD-11 Amy Johnson della KLM.

- La Johnson fu oggetto di numerosi tributi fin dal 1930, l'anno della sua prima grande trasvolata, diventando per esempio il soggetto della popolare canzone Amy, Wonderful Amy ("Amy, meravigliosa Amy");[2] lei stessa istituì un riconoscimento per premiare annualmente gli atti di coraggio dei ragazzi di Kingston upon Hull, che è tuttora assegnato.[6]
- Dopo la sua morte le vennero intitolate strade in Inghilterra e in Australia; una statua che la raffigura venne inaugurata a Hull nel giugno 1974, mentre alcuni cimeli legati alla sua vita e alle sue imprese sono esposti al museo di Sewerby Hall, nell'East Riding of Yorkshire.[15] Nel 1942 venne girato dal produttore e regista britannico Herbert Wilcox il film They Flew Alone, con Anna Neagle che interpretava Johnson e Robert Newton nel ruolo di Mollison.[16] Un aviogetto di linea McDonnell Douglas MD-11 della compagnia olandese KLM porta il nome di Amy Johnson.
- Il cantautore folk scozzese Al Stewart ha dedicato ad Amy Johnson il brano Flying Sorcery nell'album Year of the Cat.[17]
- Il più famoso aereo di Johnson, il Moth Jason, è conservato presso lo Science Museum di Londra.[7]

## Bibliografia

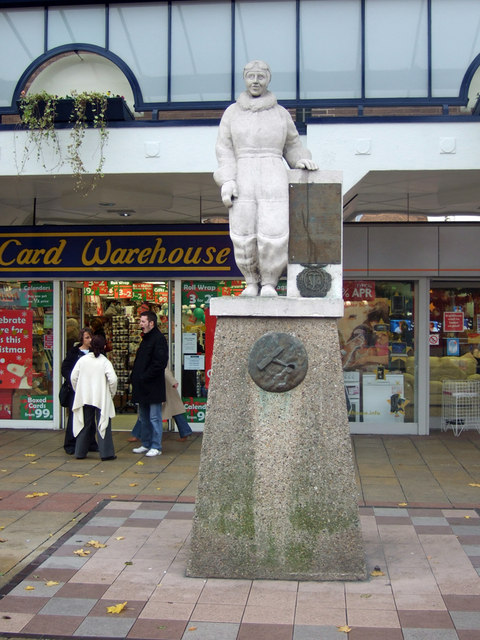
Monumento a Amy Johnson a Kingston upon Hull.